# Angelianá
Angelianá, en grec moderne : Αγγελιανά, est un village du dème de Mylopótamos, en Crète, en Grèce. Selon le recensement de 2011, la population d’Angelianá compte 577 habitants. Il est situé à une altitude de 90 m et à 24 km de Réthymnon.